# Black Mask, Black Gloves
Black Mask, Black Gloves è il secondo album del rapper statunitense Hell Rell, componente dei Diplomats, pubblicato il 22 luglio 2008 dalla Babygrande Records.

## Tracce
CD (Babygrande Records 357)
1. Intro (Black Gloves) – 2:13 (Mohammed, Orellana)
2. Get Ready – 3:54 (Mohammed, Orellana)
3. Take an Oath – 3:09 (Mohammed, Ridley)
4. Think of a Problem – 3:38 (Mohammed, Orellana)
5. Come on Baby Girl – 2:41 (Harper, Mohammed)
6. Realest Ni**a Doin' It – 3:24 (Lanz, Mohammed)
7. True Colors – 3:04 (Gaskin, Mohammed)
8. I Luv Stuntin' – 3:21 (Gaskin, Lockwood, Mohammed)
9. What Up? – 4:25 (Brito, Harper, Mohammed)
10. Push 'Em Back – 3:48 (Lanz, Mohammed, Rappaport)
11. Rumors – 3:07 (Mohammed, Orellana)
12. Million Dollar Plan – 3:17 (Gaskin, Mohammed)

Durata totale: 40:01

## Classifiche
| Classifica (2008) | Posizione raggiunta |
| ----------------- | ------------------- |
| Stati Uniti       | 131                 |